# Benjamín Galdames
Benjamín Ignacio Galdames Millán (Città del Messico, 24 febbraio 2001) è un calciatore messicano, centrocampista dell'Atlético San Luis.

## Biografia
È figlio dell'ex calciatore cileno Pablo Galdames ed è nato a Città del Messico nel periodo in cui il padre giocava al Cruz Azul. Anche i suoi due fratelli maggiori Pablo Jr. e Thomas, nati entrambi a Santiago del Cile, sono calciatori professionisti.

## Caratteristiche tecniche
È un'ala destra.

## Carriera

### Club
Ha iniziato a giocare a calcio nell'Unión Española dove ha debuttato il 24 novembre 2018 nell'incontro di Primera División pareggiato 1-1 contro il Dep. Antofagasta. Utilizzato principalmente come subentrante nelle stagioni successive, ha segnato il suo primo gol il 9 aprile del 2023 nell'incontro di Copa Chile vinto 6-1 contro il Colchagua.
Il 1º luglio 2023 è stato acqusitato a titolo definitivo dall'Atlético San Luis, club della prima divisione messicana.

### Nazionale
Eleggibile sia da parte della nazionale cilena che da quella messicana, ha optato per quest'ultima dove ha in seguito giocato con le selezioni Under-20 e Under-23.

## Statistiche

### Presenze e reti nei club
Statistiche aggiornate al 4 marzo 2025.
| Stagione              | Squadra               | Campionato            | Campionato | Campionato | Coppe nazionali | Coppe nazionali | Coppe nazionali | Coppe continentali | Coppe continentali | Coppe continentali | Altre coppe | Altre coppe | Altre coppe | Totale | Totale | Totale |
| Stagione              | Squadra               | Comp                  | Pres       | Reti       | Comp            | Pres            | Reti            | Comp               | Pres               | Reti               | Comp        | Pres        | Reti        | Pres   | Reti   |        |
| --------------------- | --------------------- | --------------------- | ---------- | ---------- | --------------- | --------------- | --------------- | ------------------ | ------------------ | ------------------ | ----------- | ----------- | ----------- | ------ | ------ | ------ |
| 2018                  | Unión Española        | PD                    | 1          | 0          | CC              | 0               | 0               | -                  | -                  | -                  | -           | -           | -           | 1      | 0      |        |
| 2019                  | Unión Española        | PD                    | 0          | 0          | CC              | 0               | 0               | CS                 | 0                  | 0                  | -           | -           | -           | 0      | 0      |        |
| 2020                  | Unión Española        | PD                    | 8          | 0          | CC              | 0               | 0               | -                  | -                  | -                  | -           | -           | -           | 8      | 0      |        |
| 2021                  | Unión Española        | PD                    | 6          | 0          | CC              | 2               | 0               | CL                 | 0                  | 0                  | -           | -           | -           | 8      | 0      |        |
| 2022                  | Unión Española        | PD                    | 11         | 0          | CC              | 3               | 0               | CS                 | 1                  | 0                  | -           | -           | -           | 15     | 0      |        |
| 2023                  | Unión Española        | PD                    | 14         | 0          | CC              | 1               | 1               | -                  | -                  | -                  | -           | -           | -           | 15     | 1      |        |
| Totale Unión Española | Totale Unión Española | Totale Unión Española | 40         | 0          |                 | 6               | 1               |                    | 1                  | 0                  |             | -           | -           | 47     | 1      |        |
| 2023-2024             | Atlético San Luis     | LMX                   | 16         | 3          | -               | -               | -               | -                  | -                  | -                  | LC          | 2           | 0           | 18     | 3      |        |
| 2024-2025             | Atlético San Luis     | LMX                   | 19         | 0          | -               | -               | -               | -                  | -                  | -                  | LC          | 2           | 0           | 19     | 0      |        |
| Totale carriera       | Totale carriera       | Totale carriera       | 75         | 3          |                 | 6               | 1               |                    | 1                  | 0                  |             | 2           | 0           | 84     | 4      |        |